# María Eizaguirre
María Eizaguirre Comendador (Sant Sebastià, 28 d'abril de 1978), és una periodista espanyola. Des de maig de 2021 és directora de Comunicació i Participació a la Corporació de RTVE. Ha editat diversos espais informatius, entre ells Protagonistas pel qual va rebre el premi Antena d'Or de Ràdio el 2005. Entre agost de 2012 i juliol de 2013 va ser l'editora del Telediario Cap de setmana de La 1 (TVE) presentat per Oriol Nolis i Raquel Martínez. Al setembre de 2013, va assumir l'edició del Telenotícies 2 de La 1, presentat per Ana Blanco.

## Premis i reconeixements
- 2005 Antena d'or Categoria ràdio com a editora dels Serveis informatius de Protagonistes.